# Callyspongia dendyi
Callyspongia dendyi är en svampdjursart som först beskrevs av Burton 1931.  Callyspongia dendyi ingår i släktet Callyspongia och familjen Callyspongiidae. Inga underarter finns listade i Catalogue of Life.